# It’s My City
It’s My City (сокращённо IMC) — российское интернет-издание, основанное журналистом Дмитрием Колезевым в 2012 году. Специализируется на новостях о Екатеринбурге.

## История
В 2012 году журналист Дмитрий Колезев вместе с основателем агентства коммуникаций Red Pepper Данилом Головановым запустили интернет-издание It’s My City. Изначально планировалось, что издание будет совмещать в себе элементы блога и электронной газеты. В 2014 году к команде проекта присоединилась главный редактор Znak.com Аксана Панова, главным редактором IMC была назначена Ксения Поль.
К марту 2016 года было принято решение запустить краудфандинговую кампанию на платформе Planeta.ru для развития издания. Кампанию поддержали Евгений Ройзман, Александр Гагарин (группа «Сансара»), Дмитрий Фогель и Аркадий Чернецкий. К 31 декабря 2016 года, собрав 255 тысяч рублей, краудфандинг был завершён.
С 2018 года должность главного редактора в It’s My City занимает Юлия Субботина. До этого пост главреда занимал Слава Солдатов, а ещё ранее Андрей Варкентин и Светлана Щавелева.
В 2019 году Роскомнадзор обвинил издание в отсутствии возрастной маркировки 18+. Издатель проекта Дмитрий Колезев утверждал, что на скриншотах страниц Itʼs My City, которые ведомство показало редакции, отметка 18+ скрыта приложением «Календарь» операционной системы Windows. Было объявлено, что Itʼs My City планирует оспорить претензии ведомства в суде.
8 сентября 2021 года, в Международный день журналистской солидарности, It’s My City приняло участие в акции солидарности с медиа, признанными «иностранными агентами».
9 сентября 2021 года Instagram аккаунт издания был заблокирован из-за жалоб неизвестных. В частности, они жаловались на то, что издатель проекта Дмитрий Колезев якобы выдаёт себя за другого человека. Спам-атака также велась на электронную почту и аккаунт издания во «ВКонтакте».
В ноябре 2021 года пост главного редактора издания перешёл от Юлии Субботиной к Ивану Рублеву.
В начале марта 2022 года редакцией It's My City было принято решение об удалении некоторых материалов, которые касаются вторжения России на Украину из-за закона, по которому за распространение «фейков» о российской армии и её «дискредитацию» могут посадить на срок до 15 лет тюрьмы или наложить миллионные штрафы. В конце марта Роскомнадзор заблокировал сайт издания по причине «распространения недостоверной информации о спецоперации в Украине».

## Описание
На сайте издания в разделе «О нас» написано, что It’s My City — это екатеринбургское издание, ориентированное на «активных образованных горожан». Освещаемые темы: гражданские инициативы, общественные проекты, предпринимательство, городская среда, экология, социальные проблемы. Издание публикует интервью медийных личностей Екатеринбурга. Некоторые интервью также выкладываются на YouTube-канал издания.
Издание финансируется через пожертвования читателей и рекламные доходы. По словам Дмитрия Колезева, он и его партнер и технический директор издания Znak Митя Сидоров содержат проект на свои финансы.

## Премия IMC
С 2020 года It’s My City проводит конкурс на премию IMC. Цель премии — поощрение проектов и инициатив, запущенных горожанами и благотворно влияющих на развитие Екатеринбурга.
| Номинация                        | Проект                                                 |
| -------------------------------- | ------------------------------------------------------ |
| Благотворительность              | «Стигма»                                               |
| Гражданское общество             | «Народная инициатива»                                  |
| Урбанистика и городская среда    | «Дизайн-код Екатеринбурга»                             |
| История и наследие               | Серия карманных путеводителей по районам Екатеринбурга |
| Инклюзия                         | «Город мастеров»                                       |
| Образование, просвещение и наука | «Екбгуляем»                                            |
| Социальное предпринимательство   | «Младший брат»                                         |
| Экология и природа               | «Немузей мусора»                                       |
| Архитектура                      | здание штаб-квартиры «Русской медной компании»         |
| Искусство                        | фестиваль «Карт-бланш 2020»                            |
| Еда и напитки                    | «Аутентичная уральская кухня»                          |
| Спорт и ЗОЖ                      | «Немайская прогулка»                                   |
| Музыка                           | Ural Music Night 2020                                  |
| Медиа                            | Street Art Hunter                                      |
| Реклама и PR                     | «На районе»                                            |

| Номинация                        | Проект                                          |
| -------------------------------- | ----------------------------------------------- |
| Благотворительность              | «Фонд Ройзмана»                                 |
| Гражданское общество             | «Мирные жители»                                 |
| Урбанистика и городская среда    | «Сад Нурова»                                    |
| История и наследие               | Сысертский завод-музей и проект «Что там с ОКН» |
| Инклюзия                         | Неделя (не)видимой инвалидности. Ельцин Центр   |
| Образование, просвещение и наука | «Книги, кофе и другие измерения»                |
| Социальное предпринимательство   | «Жизньмарт»                                     |
| Экология и природа               | «Чисто Урал»                                    |
| Искусство                        | Эрмитаж-Урал                                    |
| Спорт и ЗОЖ                      | DOJO № 1                                        |
| Еда и напитки                    | Gege                                            |
| Медиа                            | «Ревдинский рабочий»                            |
| Реклама и PR                     | «За музыку не наказывают, играй!». 66.ru        |

## Популярность
По данным компании Медиалогия, It’s My City — десятое по цитируемости СМИ Свердловской области за второй квартал 2021 года.

## Награды
В октябре 2016 года журналистка It’s My City Анастасия Самохвалова получила премию конкурса «Вызов-XXI век» в номинации «Портрет современника» за публикацию «Разновидность самоубийства. О бомжах, подъездах и наступающих холодах» на сайте издания.
В октябре 2020 года интервью It’s My City с Евгением Ройзманом было внесено в список претендентов на премию «Редколлегия».

## Оценка деятельности It’s My City
Выход в свет издания It’s My City привлёк внимание интернет-газеты The Village, которая внимательно отслеживает подобные проекты, «чтобы понять, как создаётся новая городская журналистика». По мнению главного редактора The Village Ольги Полищук, издания, к числу которых относится и It’s My City, «хотят писать о новом городе… иногда даже самостоятельно создавать события, чтобы заставить читателей поверить: это есть неподалёку, рядом и можно сделать так же или придумать что-то своё». Их деятельность связана с темами, которые традиционно считались незначительными в «классических» газетах. Заслуга таких изданий состоит в том, что они создают вокруг себя объединение людей, формируя «новые смыслы, а также новый взгляд на развитие города». 
Издание Colta.ru также затронуло тему городских медиа. В интервью с Дмитрием Колезевым It’s My City сравнивалось с такими изданиями и журналами, как The Village и «Большой город». 
Несмотря на то, что интернет-газеты выходят в разных городах, некоторые из них имеют характерные общие черты. Это показали исследования  Владимира Абашева, выполненные в рамках проекта  РФФИ № 18-412-590008 р_а «Новые городские медиа в локальном коммуникативном пространстве». Исследователь проанализировал городскую тематику в интернет-газетах «The Village», «It’s My City» и «Звезда» (Пермь) и пришёл к выводу, что публикации, освещающие жизнь города в этих изданиях, объединяет общий подход — так называемая стратегия приватизирующей нарративизации.
Для неё характерна установка на объединение в рассказе о городе исторического и личного нарративов с акцентом на личностном типе присвоения города. В сущности, она реализует дух нового урбанизма, рассматривающего город не только как пространство власти и бизнеса, но и как пространство реализации личных коммуникаций и интересов — комфортное пространство «города для людей».
Публикации It’s My City стали объектом исследования, выполненного в рамках научного проекта № 18-312-00143 «Региональная идентичность россиян в дискурсе СМИ: единство и разнообразие». Материалы, опубликованные в этом издании, послужили базой для изучения городской идентичности Екатеринбурга. По мнению исследователей, такие издания, как It’s My City «создают соразмерное человеку пространство и время: конструируют символическую карту города».